# صفر خراطيني

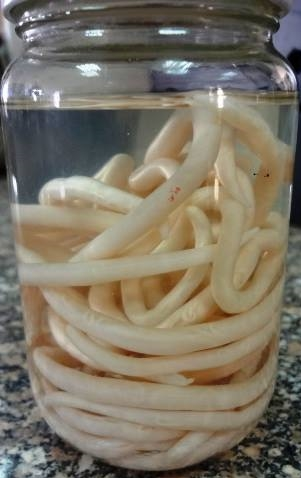
ثعبان البطن

الصَفَر الخراطيني أو دود الصفر الأسطواني أو ثعبان البطن (باللاتينية: Ascaris lumbricoides) ويتُرجم حرفياً إلى أسكاريس لومبريكويدس، ويطلق عليها ثعابين البطن لشدة شبهها بالثعابين الصغيرة، وهي أكثر الديدان انتشاراً في المناطق الحارة وخصوصا بين الأطفال، قطرها حوالي ثلاثة أرباع السنتيمتر وطولها بين 15 - 60 سم،    ويمكن أن تحتوي أمعاء المصاب على ستين منها تتغذى على ما يصل إليها من غذاء، والأنثى تبيض يوميا نحو 200000 بيضة تفرز في البراز كبيوض ذات خلية واحدة تتطور خارج الجسم إلى أجنة في مدة تترواح بين 15 - 40 يوما نسبة للظروف المحيطة بها، ولا تفقس إلى يرقات إلا داخل الأمعاء حين تنتقل إليها بواسطة المشروبات والأغذية الملوثة ببراز المصابين. وهذه اليرقات لا تستطيع إتمام تطورها إلى دودة كاملة داخل الأمعاء قبل أن تتم هجرتها منها إلى الرئة في الأوعية الدموية لتصل إلى الأسناخ الرئوية ثم إلى القصبة الهوائية لتُبلع من جديد إلى الأمعاء حيث يتم تطورها إلى دودة كاملة تبيض الأنثى بيضها من جديد ويتم ذلك في شهرين (منذ تناول الغذاء الملوث). وبيوضها هي أكثر بيوض الطفيليات المعوية إطلاقاً مقاومة للعوامل الجوية الخارجية فهي على الرغم من أنها لا تستطيع التفريخ إلى يرقات خارج جسم الإنسان إلا أنها تستطيع الإبقاء على حيويتها لعدة سنين وتبقة بعدها قابلة لحمل العدوى.

## شكل الطفيلي
الدودة الحية لها لون أبيض وردي أما بعد موتها فتأخد لون أبيض صدفي، جليدتها ناعمة الملمس وتحمل خطوط عرضية.
فمها مكون من ثلاث شفاه اٍثنان بطنية وواحدة ظهرية تتمتع كل واحدة منها بزوج من الحليمات الحسية الوحشية.

### الذكر
طرفه الخلفي منحني بطنياً له شكل يد العكاز وبه شويكتي جماع منحنيتين ومتساويتين. أما قياس الذكر فيتراوح بين 15 و30 سم x 3 مم.

### الأنثى
يبلغ طولها من 20 اٍلى 35 سم 5x مم. الطرف الخلفي مستقيم، يقع فرجها في نقطة اٍلتقاء الثلث الأمامي من جسمها مع الثلث المتوسط في اٍنخفاض يسمى بالانخفاض الفرجي

### البيوض
للصفر الخراطيني أربع أنواع من البيوض هي على التوالي:
- بيضة ملقحة: وهي الأكثر شيوعا
- بيضة غير ملقحة: 10 اٍلى 15 % من البيوض
- بيضة ملقحة عديمة القشرة: أقل شيوعا
- بيضة غير ملقحة عديمة القشرة: وهي نادرة الوجود جداً

## اٍنتشار الطفيلي
يعد من أكثر الديدان الطفيلية اٍنتشارا في العالم يبلغ عدد المصابين به 1.47 مليار اٍنسان وتشير تقديرات عام 1999م بأن نصف مليار صيني مصابون بالصفر الخراطيني، وهو ينتشر بخاصة في المناطق التي تستخدم البراز البشري كسماد أو التي تستعمل مياه الصرف الصحي لسقي المزروعات.

### العوامل المساعدة على الاٍنتشار
- كثرة عدد البيوض التي تطرحها الدودة:(200000 /يوم خلال حياتها12 – 18 شهر) 27 مليون بيضة
- سهولة انتقال الخمج عن طريق الطعام والماء الملوث
- مدة الإخماج تزيد عن 5 سنوات بشرط توفر الشروط البيئية المناسبة.